# Liskowo (powiat świdwiński)
Liskowo – osada w Polsce położona w województwie zachodniopomorskim, w powiecie świdwińskim, w gminie Rąbino. Miejscowość wchodzi w skład sołectwa Rąbino.
W latach 1975–1998 miejscowość administracyjnie należała do województwa koszalińskiego.